# Stanisław Łuczyński
Stanisław Łuczyński (ur. 9 maja 1941 w Piotrkowie Trybunalskim, zm. 20 czerwca 2020 tamże) – polski zapaśnik oraz sędzia zapaśniczy krajowy i międzynarodowy.

## Życiorys
W latach 1957–1965 był zawodnikiem sekcji zapaśniczej GKS Piotrcovia Piotrków Trybunalski, gdzie trenował styl klasyczny pod kierunkiem Eugeniusza Kierszuna. Karierę musiał przerwać w wyniku wypadku odniesionego podczas służby wojskowej (postrzał z broni palnej). Od 1965 roku rozpoczął sędziowanie zapasów, początkowo na szczeblu okręgowym. Z czasem osiągnął kolejne klasy sędziowskie, aż do uzyskania w 1980 roku klasy międzynarodowej. Wielokrotnie sędziował zawody o randze mistrzostw Europy i świata, w 1988 roku został członkiem kolegium sędziowskiego na Letnie Igrzyska Olimpijskie 1988 w Seulu.
Oprócz działalności sędziowskiej pełnił funkcję prezesa Okręgowego Związku Zapaśniczego w Piotrkowie Trybunalskim (1975-1980) oraz członka Komisji Sędziowskiej Polskiego Związku Zapaśniczego (1976-1980). W uznaniu zasług dla dyscypliny otrzymał tytuł sędziego honorowego Międzynarodowe Federacji Zapaśniczej (FILA) oraz został odznaczony Srebrną Gwiazdą FILA.